# Charles Paulet, 1. vévoda z Boltonu
Charles Paulet, 1. vévoda z Boltonu (Charles Paulet, 1st Duke of Bolton, 6th Marquess of Winchester, 6th Earl of Wiltshire, 6th Baron Paulet of St. John) (1630 – 27. února 1699, Amport House, Anglie) byl anglický politik a dvořan ze starobylé šlechty. Zúčastnil se občanské války, po obnovení monarchie byl dlouholetým poslancem Dolní sněmovny. Jako dědic titulu markýze vstoupil v roce 1675 do Sněmovny lordů, zastával řadu čestných funkcí a po Slavné revoluci jako první získal titul vévody.

## Životopis
Pocházel ze starobylého rodu Pauletů, uváděného v pramenech také jako Powlett. Byl jediným synem Johna Pauleta, 5. markýze z Winchesteru (1598–1675), který za občanské války proslul obranou rodového sídla Basing House a poté byl vězněn v Toweru. Charles za občanské války bojoval v královské armádě a v 50. letech byl vězněn. Uplatnil se v době restaurace, kdy byl dlouholetým členem Dolní sněmovny (1660–1675), zároveň se stal smírčím soudcem v několika hrabstvích a od roku 1667 byl lordem-místodržitelem v Hampshire. V roce 1675 zdědil titul markýze z Winchesteru a vstoupil do Sněmovny lordů (do té doby jako otcův dědic byl znám pod jménem lord Charles Paulet). Krátce poté ztratil místodržitelský úřad v Hampshire (1676), ale od roku 1679 byl členem Tajné rady. V roce 1688 podpořil tzv. Slavnou revoluci a v roce 1689 byl povýšen na vévodu z Boltonu. I když nepatřil k nejaktivnějším činitelům nastolení Viléma Oranžského, jako první obdržel titul vévody, zatímco významnější aktéři Slavné revoluce se vévodských titulů dočkali převážně až v roce 1694. Od roku 1689 byl znovu také lordem-místodržitelem v Hampshire. Zemřel na jednom z rodových sídel Amport House v hrabství Hampshire.

## Rodinné a majetkové poměry

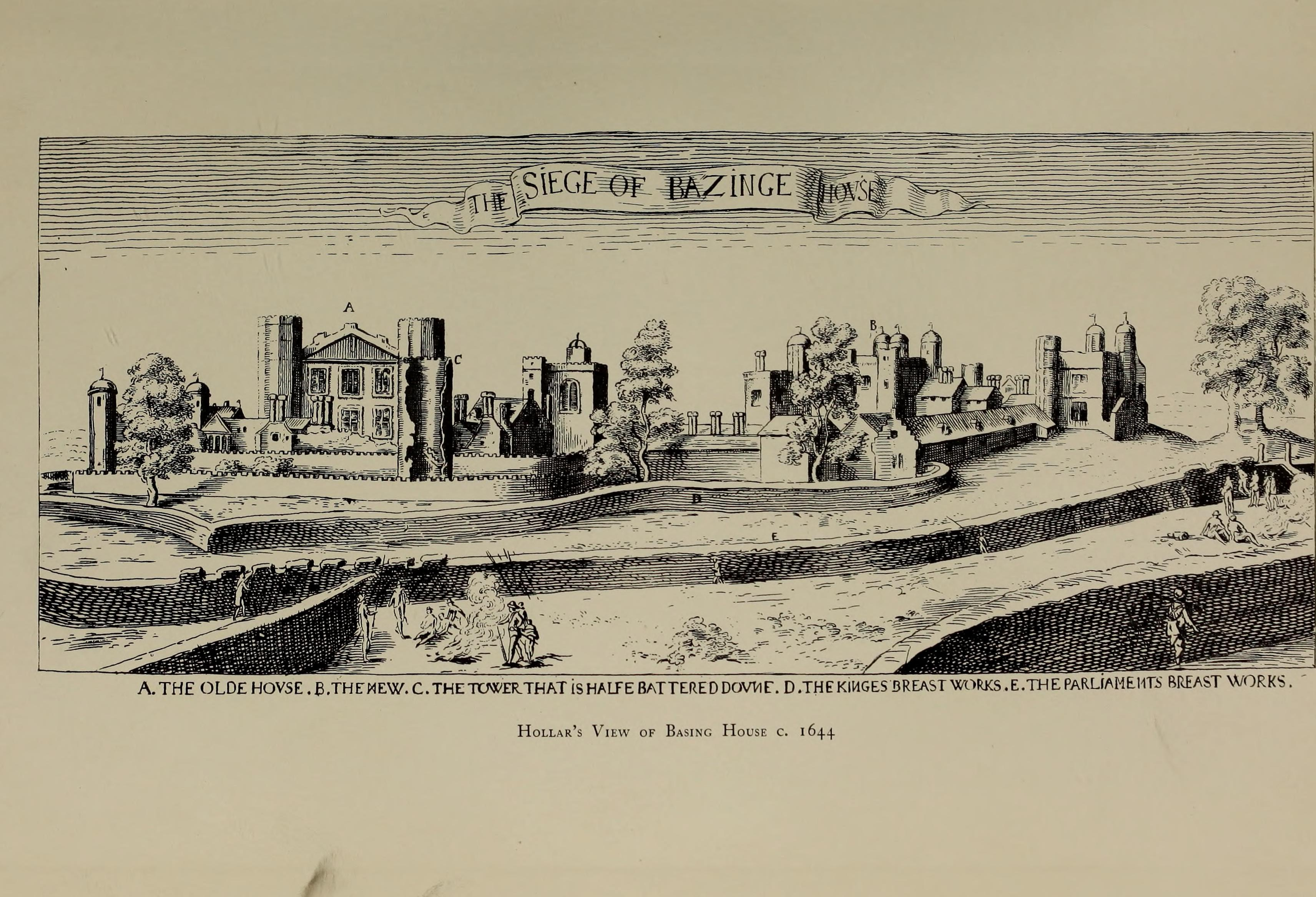
Hlavní rodové sídlo Basing House (Hampshire); Václav Hollar (1645)

Byl dvakrát ženatý. Jeho první manželka Christian Frescheville (1631–1653) přinesla věnem 10 000 liber, zemřela při porodu mrtvého syna. Podruhé se oženil s Mary Scrope (1630–1680), nemanželskou dcerou a dědičkou 11. barona Scrope z Boltonu. Od jejího dědictví panství Bolton Castle (Yorkshire) byl odvozen titul vévody z Boltonu. První vévoda poblíž zřícenin hradu nechal po roce 1689 postavit zámek Bolton Hall. Hlavní rodové sídlo Basing House v Hampshire bylo poničeno za občanské války, poblíž něj byl v letech 1683–1687 postaven nový zámek Hackwood Park.
Z druhého manželství pocházely čtyři děti. Starší syn Charles byl dědicem titulu vévody, mladší syn lord William Paulet (1667–1729) sloužil v armádě a byl dlouholetým členem Dolní sněmovny (1689–1729). Dcera Jane (1651–1716) byla manželkou prvního lorda admirality a prezidenta obchodního úřadu Johna Egertona, 3. hraběte z Bridgewateru.